# 戈尔斯
戈尔斯是奥地利布尔根兰州滨湖新锡德尔县的一个市镇。总面积42.11平方公里，总人口3516人，人口密度83.5人/平方公里（2001年）。